# Nationella säkerhetsmedaljen
Nationella säkerhetsmedaljen (på engelska National Security Medal) är en belöningsmedalj utdelad av USA:s president för förtjänstfulla underrättelseinsatser för USA:s nationella säkerhet.

## Bakgrund
Nationella säkerhetsmedaljen infördes av president Harry S. Truman i och med presidentorder 10431 år 1953.

## Kriterier
Säkerhetsmedaljen delas ut till både amerikanska och utländska medborgare, inklusive medlemmar av USA:s militär som har gjort synnerligen framstående insatser inom underrättelseverksamhet som bidragit till USA:s nationella säkerhet. Medaljen kan tilldelas postumt.

## Utformning
Medaljen är förgylld med en vithövdad havsörn på toppen. På åtsidan finns en 16-uddig blå stjärna på vit bakgrund med röd ram och texten ”UNITES STATES OF AMERICA - NATIONAL SECURITY”. På frånsidan står det graverat ”PRESENTED TO” följt av namnet på mottagaren.

## Mottagare i urval
- CIA-chefen Allen W. Dulles.
- Försvarsministern Robert M. Gates.
- Ambassadören Richard A. Grenell.
- Generalen Michael V. Hayden.
- FBI-chefen J. Edgar Hoover.
- Flygplanskonstruktören Clarence L. Johnson.
- Presidentrådgivaren Jared C. Kushner.
- Utrikesministern Michael R. Pompeo.
- CIA-chefen John A. McCone.
- Finansministern Steven T. Mnuchin.
- CIA-chefen William H. Webster.